# Henri Stéphane
Pour les articles homonymes, voir Stéphane.
L'abbé Henri Stéphane (15 avril 1907 à Nancy - 19 février 1985 à Nancy), pseudonyme d'André Gircourt, est un prêtre catholique et professeur de mathématiques qui écrivait également sous le pseudonyme d'André Bertilleville.

## Biographie
Ordonné en 1940, il était prêtre du Diocèse de Nancy. Agrégé de mathématiques en 1933, il était professeur de mathématiques à l'École Sainte-Geneviève de Versailles de 1943 à 1971. En 1943, il découvre l'œuvre de René Guénon et de Frithjof Schuon qui influenceront profondément sa démarche. L'abbé Stéphane était également un excellent connaisseur des doctrines hindoues et de l'ésotérisme islamique. 
Il étudie l'ésotérisme chrétien pendant tout sa vie, sur des positions assez proches de F. Schuon. Son nom reste attaché à une importante Introduction à l'ésotérisme chrétien en deux volumes avec des traités recueillis et annotés par François Chénique, avec une préface et une postface de Jean Borella (Paris, Dervy, vol. 1, 1979 ; vol. 2, 1983). Ces deux volumes rassemblent une centaine de « traités » sur l'ésotérisme restés inédits. L'auteur les avait d'abord destinés à ses étudiants et ses proches avant qu'ils ne fussent édités par des amis qui estimaient que ces travaux méritaient une plus vaste audience.

## Publication
- Introduction à l'ésotérisme chrétien, traités recueillis et annotés par François Chenique, préface de Jean Borella, éditions Dervy, vol. 1, 1979 ; vol. 2, 1983. La préface de Jean Borella « est une notice biographique d'Henri Stéphane André Gircourt »[6]. Publication commentée[7] dans les Archives des sciences sociales des religions par Jean-Pierre Laurant.